# Antonio Ramírez de Arellano (1792-1867)
Antonio Ramírez de Arellano (Baena, 1792 - Córdoba, 1867) fue jurista, político y escritor español. Juez de Primera Instancia en Málaga, fue diputado a Cortes en 1821, durante el Trienio Liberal. 

## Biografía
Nacido en Baena el 13 de marzo de 1792 y fallecido en Córdoba (España) en 1867, estuvo casado con Concepción Gutiérrez de Salamanca. Del matrimonio nacieron cuatro hijos: los escritores Carlos y Teodomiro Ramírez de Arellano, el jurisconsulto Feliciano Ramírez de Arellano y Manuel, cuya carrera discurrió por la rama militar.

## Trayectoria
En mayo de 1821 fue destinado al juzgado de primera Instancia de Málaga. Diputado a Cortes en las Elecciones generales de 3 de diciembre de 1821, representó a la provincia de Córdoba durante el Trienio Liberal.
Al regreso del absolutismo se trasladó con su familia a Cádiz, donde nacieron dos de sus hijos. Se dedica también a la literatura, publicando varios romances de éxito y algunos libros de tipo jurídico como Memoria sobre el derecho de los hombres a suceder en la Corona de España (1833). Tras la muerte del rey Fernando VII se traslada a Córdoba, donde fallece en septiembre de 1867.
En 1837 se presentó en las Elecciones para diputado a Cortes en las segundas elecciones celebradas el 19 de octubre de 1837. Diputado electo, no fue sin embargo admitido por causas judiciales pendientes.